# 1964년 1월 베트남 공화국 쿠데타
1964년 1월 베트남 공화국 쿠데타는 1964년 1월 30일 베트남 공화국에서 즈엉반민이 주도의 군사혁명위원회를 몰아낸 쿠데타이다. 사상자 없는 무혈 쿠데타가 성공되었으나, 관련자인 응우옌반늉과 즈엉반민의 보좌관과 경호원들은 즉결처형되었다.